# Алфена
Алфена (порт. Alfena)  —  город и район в Португалии,  входит в округ Порту. Является составной частью муниципалитета  Валонгу. Находится в составе крупной городской агломерации Большой Порту. По старому административному делению входил в провинцию Дору-Литорал. Входит в экономико-статистический  субрегион Большой Порту, который входит в Северный регион. Население составляет 20 000 человек на 2005 год. Занимает площадь 12,83 км².
Покровителем района считается Святой Винсент (порт. S. Vicente de Alfena).

## Галерея

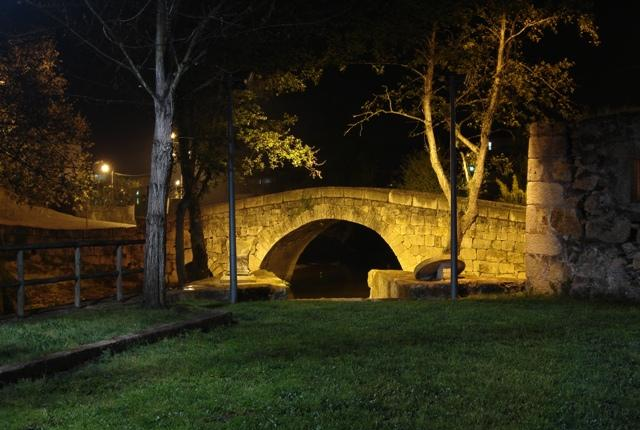
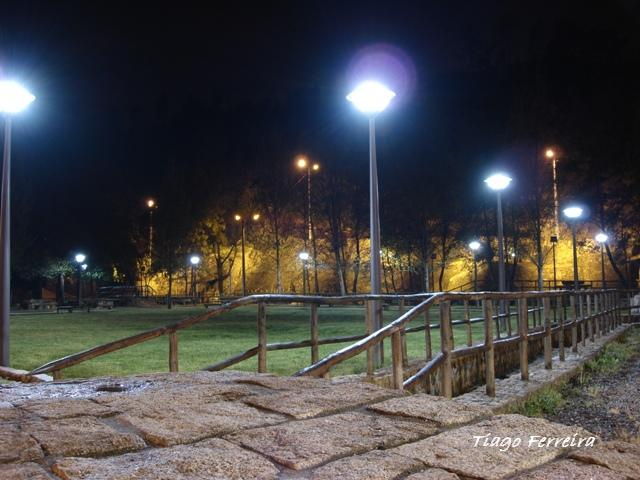
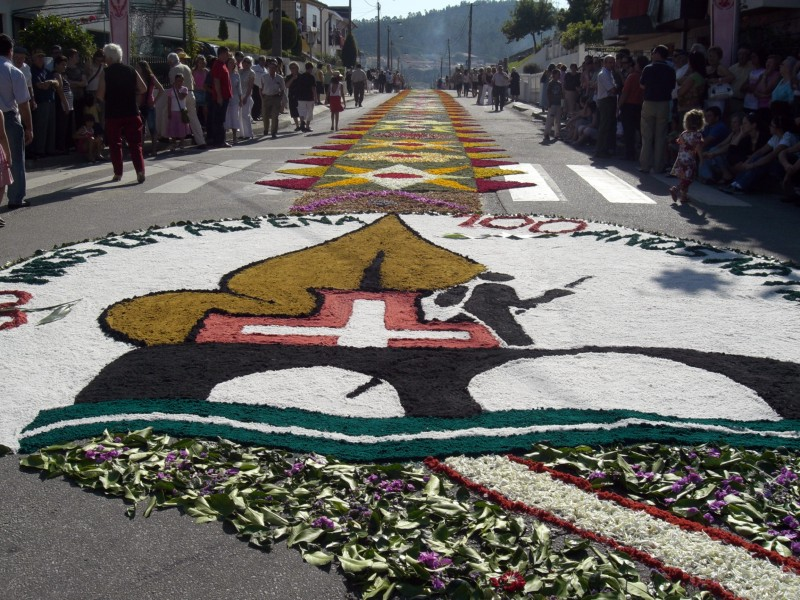
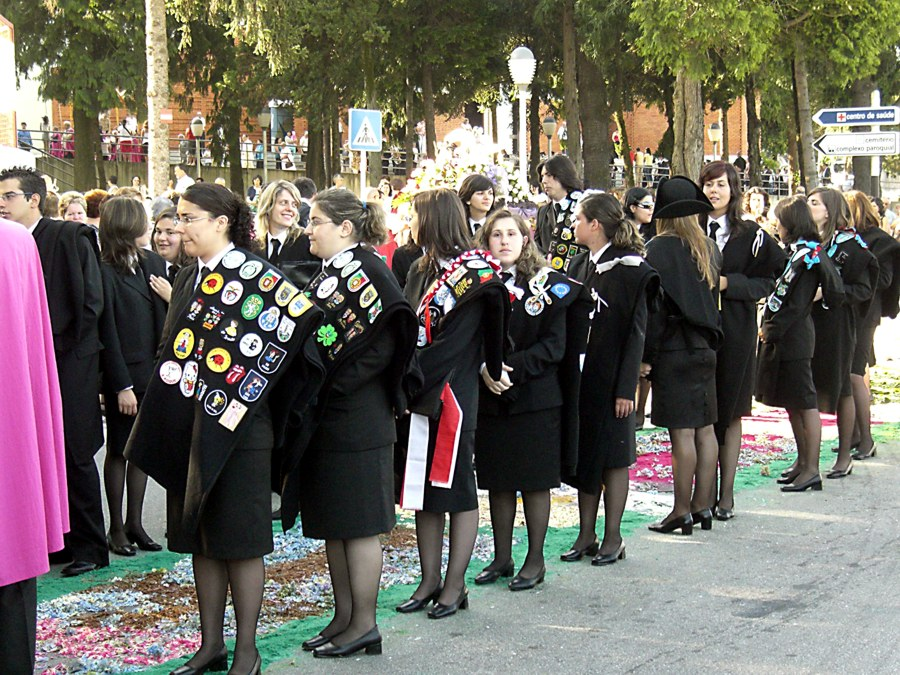